# السا جاکوبسن
السا جاکوبسن (انگلیسی: Elsa Jacobsen؛ زادهٔ ۱۶ مارس ۱۹۹۵) بازیکن فوتبال اهل دانمارک است.

وی همچنین در تیم‌های ملی فوتبال Faroe Islands women's national under-17 football team, Faroe Islands women's national under-19 football team، و زنان جزایر فارو بازی کرده‌است.